# 김동규 (희극인)
김동규(1982년 9월 9일 ~ )는 대한민국의 희극 배우이다.

## 데뷔
2005년 12월, 연극배우 첫 데뷔한 그는 2008년 SBS 특채 개그맨 정식 데뷔(SBS TV 프로그램 웃찾사를 통하여 정식 데뷔)하였다.

## 학력
- 구미고등학교

## 출연작

### TV 프로그램
- 《웃찾사》 (SBS)
  - 종규삼촌